# جاك إم. وارنر
جاك إم. وارنر (بالإنجليزية: Jack M. Warner)‏ هو شخصية أعمال ومنتج أفلام أمريكي، ولد في 16 مارس 1916، وتوفي في 1 أبريل 1995.

## وصلات خارجية
- جاك إم. وارنر على موقع IMDb (الإنجليزية)
- جاك إم. وارنر على موقع قاعدة بيانات الفيلم (الإنجليزية)